# دامديرماز (أديامان)
دامديرماز (بالتركية: Damdırmaz)‏ هي قرية تتبع إداريّاً لمديرية أديامان في محافظة أديامان التركية الواقعة في جنوب شرق الأناضول. بلغ عدد سكانها 352 نسمة في عام 2021.